# St. George (Maine)
St. George ist eine Town im Knox County des Bundesstaates Maine in den Vereinigten Staaten. Im Jahr 2020 lebten dort 2594 Einwohner in 2083 Haushalten auf einer Fläche von 303,68 km².

## Geografie
Nach dem United States Census Bureau hat St. George eine Gesamtfläche von 303,68 km², von der 64,80 km² Land sind und 238,87 km² aus Gewässern bestehen.

### Geografische Lage
St. George liegt im Südwesten des Knox Countys, auf einer Halbinsel in der Penobscot Bay des Atlantischen Ozeans und grenzt an das Lincoln County. Zum Gebiet der Town gehören mehrere Inseln. Die bekanntesten sind Allen Island, Burnt Island, Caldwell Island, Clark Island, Hooper Island, McGee Island, Mosquito Island, Norton Island, Rackliff Island, Thompson Island und Whitehead Island. Das Gebiet ist leicht hügelig, ohne nennenswerte Erhebungen.

### Nachbargemeinden
Alle Entfernungen sind als Luftlinien zwischen den offiziellen Koordinaten der Orte aus der Volkszählung 2010 angegeben.
- Norden: South Thomaston, 10,1 km
- Osten: Matinicus Isle, Insel in der Penobscot Bay, 24,9 km
- Süden: Monhegan, Insel in der Penobscot Bay, Lincoln County, 11,4 km
- Südwesten: Bristol, Lincoln County, 26,8 km
- Nordwesten: Friendship, 12,7 km

### Stadtgliederung
In St. George gibt es mehrere Siedlungsgebiete: Clark Island, Elmore, Glenmere, Long Cove, Martinsville, Port Clyde, St. George (Wiley's Corner), South Saint Georges, Spruce Head, Tenants Harbor (Tenant's Harbor), Turkey, Wallston (Gabbletown), Wildcat und Willardham.

### Klima
Die mittlere Durchschnittstemperatur in St. George liegt zwischen −5,6 °C (22 °Fahrenheit) im Januar und 18,3 °C (65 °Fahrenheit) im Juli. Damit ist der Ort gegenüber dem langjährigen Mittel der USA um etwa 6 Grad kühler. Die Schneefälle zwischen Oktober und Mai liegen mit bis zu zweieinhalb Metern mehr als doppelt so hoch wie die mittlere Schneehöhe in den USA; die tägliche Sonnenscheindauer liegt am unteren Rand des Wertespektrums der USA.

## Geschichte
St. George gehörte bis zur eigenständigen Organisation als Town am 7. Februar 1803 zu Cushing. Bis zur Organisation der Town Cushing wurde das Gebiet St. George Plantation genannt. Erste Siedler sollen bereits 1635 das Gebiet erreicht haben, mit zwei Familien, die sich hier niederließen. An den Küsten gab es lange Zeit große Schwärme von Enten, Gänsen und anderen Wasservögeln. Im Jahr 1865 gab St. George Land ans benachbarte South Thomaston ab.

### Einwohnerentwicklung
| Volkszählungsergebnisse – Town of St. George, Maine | Volkszählungsergebnisse – Town of St. George, Maine | Volkszählungsergebnisse – Town of St. George, Maine | Volkszählungsergebnisse – Town of St. George, Maine | Volkszählungsergebnisse – Town of St. George, Maine | Volkszählungsergebnisse – Town of St. George, Maine | Volkszählungsergebnisse – Town of St. George, Maine | Volkszählungsergebnisse – Town of St. George, Maine | Volkszählungsergebnisse – Town of St. George, Maine | Volkszählungsergebnisse – Town of St. George, Maine | Volkszählungsergebnisse – Town of St. George, Maine |
| Jahr                                                | 1800                                                | 1810                                                | 1820                                                | 1830                                                | 1840                                                | 1850                                                | 1860                                                | 1870                                                | 1880                                                | 1890                                                |
| --------------------------------------------------- | --------------------------------------------------- | --------------------------------------------------- | --------------------------------------------------- | --------------------------------------------------- | --------------------------------------------------- | --------------------------------------------------- | --------------------------------------------------- | --------------------------------------------------- | --------------------------------------------------- | --------------------------------------------------- |
| Einwohner                                           |                                                     | 1168                                                | 1325                                                | 1643                                                | 2094                                                | 2217                                                | 2716                                                | 2318                                                | 2875                                                | 2491                                                |
| Jahr                                                | 1900                                                | 1910                                                | 1920                                                | 1930                                                | 1940                                                | 1950                                                | 1960                                                | 1970                                                | 1980                                                | 1990                                                |
| Einwohner                                           | 2206                                                | 2206                                                | 2201                                                | 2108                                                | 1550                                                | 1482                                                | 1588                                                | 1639                                                | 1948                                                | 2261                                                |
| Jahr                                                | 2000                                                | 2010                                                | 2020                                                | 2030                                                | 2040                                                | 2050                                                | 2060                                                | 2070                                                | 2080                                                | 2090                                                |
| Einwohner                                           | 2580                                                | 2591                                                | 2594                                                |                                                     |                                                     |                                                     |                                                     |                                                     |                                                     |                                                     |

## Kultur und Sehenswürdigkeiten

### Bauwerke
In St. George wurden zwei Historic Districts und wurden mehrere Bauwerke, darunter mehrere Leuchttürme unter Denkmalschutz gestellt und ins National Register of Historic Places aufgenommen.
Historic District
- Land's End Historic District 2011 unter der Register-Nr. 11000633[9]
- Allen's Island 1983 unter der Register-Nr. 83003646[10]

Bauwerk
- Marshall Point Light Station in Port Clyde, 1988 unter der Register-Nr. 87002262[11]
- Whitehead Lifesaving Station 1988 auf der Insel Sprucehead unter der Register-Nr. 88001839[12]
- Mosquito Island House 1983 auf der Insel Mosquito Island unter der Register-Nr. 83000462[13]
- Sail Loft 1977 in Tenants Harbor unter der Register-Nr. 77000076[14]
- Tenants Harbor Light Station 1987 in Tenants Harbor unter der Register-Nr. 87002026[15]
- Whitehead Light Station 1988 in Tenants Harbor unter der Register-Nr. 88000154[16]

## Wirtschaft und Infrastruktur

### Verkehr
Die Maine State Route 131 durchzieht St. George. Im Norden verläuft in westöstlicher Richtung zudem die Maine State Route 73.

### Öffentliche Einrichtungen
Es gibt keine medizinischen Einrichtungen oder Krankenhäuser in St. George. Die nächstgelegenen befinden sich in Waldoboro und Rockland.
In St. George befindet sich die Jackson Memorial Library in der Main Street von Tenants Harbor.

### Bildung
Die St. George Municipal School Unit ist für die Schulbildung in St. George zuständig. In der Gemeinde befindet sich die St. George School, mit Schulklassen von Kindergarten bis zum 8. Schuljahr.

## Persönlichkeiten

### Söhne und Töchter der Stadt
- Charles Wilbert Snow (1884–1977), Politiker und Gouverneur von Connecticut